# 勧善懲悪
勧善懲悪（かんぜんちょうあく）は、「善を勧め、悪を懲らしめる」ことを主題とする物語の類型の一つ。勧懲（かんちょう）とも略す。

## 物語類型
善を勧め、悪を戒める倫理規範や、因果応報を説く思想はさまざまな社会集団や宗教でみられるが、本項では物語の類型としての「勧善懲悪」を中心に扱う。
勧善懲悪の文学様式は、時代劇や多くのハリウッド映画、スーパー戦隊シリーズなどのシナリオにおける典型的パターンである。これは善玉（正義若しくは善人）と、悪玉（悪役・悪党・搾取する権力者など）が分かれており、最後には悪玉が善玉に打ち倒され、滅ぼされたり悔恨したりするという形で終結する。一般にはハッピーエンドとされる形で物語は終幕を迎えるパターンである。悪としてよく扱われるのが、一般に強大な権力を保持し、正義を好まない人物や組織である。対象は作品によって異なるが、その時代や特定勢力を風刺していたり、または架空に作り上げたりと行った場合が多い。
欧米圏の文学において「詩的正義」（英: Poetic justice）と呼ばれる類型と比較できる。

## 日本における「勧善懲悪」の歴史
聖徳太子の十七条憲法の第六条に「懲悪勧善。古之良典。」（悪をこらしめて善をすすめるのは、古くからのよいしきたりである。）と明記されており、聖徳太子以前の古来からこの認識があった。
江戸時代後期の文学作品によく用いられ、特に読本や人情本、歌舞伎などの作品に多く散見される。曲亭馬琴の『南総里見八犬伝』などが、勧善懲悪の代表作品としてよく挙げられる。
一方、『小説神髄』で坪内逍遥などは、勧善懲悪を説く小説を勧懲小説と呼び、時代遅れの産物であると否定している。なお同書中において坪内は、模写小説にて人情を著す方を尊んでいる。

## 変形としての勧悪懲悪
勧善懲悪の変形に勧悪懲悪（かんあくちょうあく）がある。勧悪懲悪とは、勧善懲悪において、本来であれば悪に値する存在が様々な理由（猛悪に対する正義心や義侠心の発露、仲間の裏切りや取り分の相違、権力闘争、あるいは助平心など）によって悪と対峙する立場になり、結果的に（他方の視点からして）悪を懲らしめる、という勧善懲悪とピカレスクの融合による応用形。
義賊、強盗、殺し屋、闇金、女衒、詐欺師などが勧悪懲悪の物語では典型的なものとしてある。ただし、単に双方とも悪というわけではなく、主人公側は人情が通じたり、合法的には裁けぬ悪を裁くなど心理的には善、もしくは善寄りであるため、懲罰手段が悪、若しくは所属が悪と同じだけの勧善懲悪であるとも言える。また、勧善懲悪とされるものでも、容赦なく手段を選ばず人情もなく悪人を殺し続ける場合などがあるため、勧悪懲悪との差異は明確ではない。
なお、必殺シリーズは「清廉潔白とは対極の生活を送る女たらしの按摩師」や「袖の下を喜んで受け取る悪党的な面を持つ一見冴えない中年同心」が「金目当て」・「裏の仕事」として悪と対峙する、というようにさらに「洗練」された形となっており、特に前期必殺シリーズではこれらのテーマ性が強調されていた。
放送コードの都合等で原作が改変されることもあり、原作では普通の犯罪者だった『ルパン三世』は、アニメ版諸作品では、泥棒である主人公一味が結果的に一国や地球的な規模の巨悪までをも粉砕する展開が少なからず見られる。

### 勧悪懲悪の例
- ハリー・ポッターシリーズ
- マーベルシリーズ
- 必殺シリーズ
- 鼠小僧に関する諸作品
- レッド・スコルピオン - ドルフ・ラングレン主演のアメリカ映画
- 難波金融伝・ミナミの帝王 - とくに竹内力主演の映画・オリジナルビデオ版、千原ジュニア主演のTVドラマ「新・ミナミの帝王」
- ホワイトハウス狂騒曲 - エディ・マーフィ主演のアメリカ映画
- ブラック・エンジェルズ
- クロサギ (漫画)、およびそれを原作とした日本のTVドラマ「クロサギ」
- 地獄少女
- 税務調査官・窓際太郎の事件簿